# Reserva índia Southern Ute
La reserva índia Southern Ute es troba al sud-oest de Colorado prop de la frontera estatal amb Nou Mèxic. El seu territori aplega terres de tres comtats: La Plata, Archuleta i Montezuma. La reserva té una superfície de 2.742,24 km² i una població d'11.259 a partir del cens de 2000. Les seves comunitats més grans són Ignacio i Arboles.
L'única comunitat que es reconeix com un lloc separat de l'Oficina del Cens dels Estats Units és la CDP de Southern Ute, que es troba just al sud-est d'Ignacio.
La reserva va ser fundada el 1873 amb el nom de Tribu Índia Southern Ute, una tribu reconeguda federalment de la nació ameríndia ute. El govern s'organitza en el marc del Llei de Reorganització Índia de 1934, i és dirigit per un consell tribal amb un president com a cap de l'executiu. Durant dècades, a finals del segle xx, Leonard C. Burch havia estat el president tribal. El 2008 va ser escollit com a president Matthew Box. Leonard C. Burch va ser el president més popular de la reserva. Quan Matthew Box va ser triat va guanyar en una segona volta electoral contra Clement J. Frost. La Tribu Southern Ute és actualment el major empleador en les Quatre Cantonades i es troba entre les deu tribus més riques d'Amèrica.
Matthew Box va dimitir el 2011. En una elecció especial Pearl Casias fou elegida la primera cap tribal de la història de la tribu. Jimmy R. Newton Jr. és l'actual cap tribal des de 2012.